# Cykl kwasu cytrynowego
Cykl kwasu cytrynowego, cykl kwasów trikarboksylowych (TCA) lub cykl Krebsa – cykliczny szereg reakcji biochemicznych. Stanowi końcowy etap metabolizmu aerobów, czyli organizmów oddychających tlenem. Mechanizm cyklu zbadał w latach 30. XX wieku sir Hans Krebs, a kluczowe elementy cyklu przedstawił w 1937, za co został nagrodzony w 1953 Nagrodą Nobla.
Cykl kwasu cytrynowego przebiega w macierzy mitochondrialnej eukariontów i w cytoplazmie prokariontów. Substratem cyklu jest acetylokoenzym A (acetylo-CoA, czynny octan), który po połączeniu ze szczawiooctanem daje cytrynian (koenzym A odłącza się), a następnie w wyniku kolejnych reakcji izomeryzacji, dehydrogenacji, hydratacji, dehydratacji i dekarboksylacji zostaje ostatecznie utleniony do dwóch cząsteczek dwutlenku węgla. Jednocześnie regeneruje się cząsteczka szczawiooctanu, redukują się 3 cząsteczki NAD i jedna FAD, powstaje też cząsteczka ATP lub GTP. Sumaryczny zysk energetyczny cyklu to 12 wiązań wysokoenergetycznych z jednej cząsteczki acetylo-CoA.

## Rola w metabolizmie
Cykl kwasu cytrynowego jest powiązany z wieloma szlakami metabolicznymi. Związki biorące udział w cyklu mogą być zarówno metabolitami końcowymi szlaków katabolicznych, jak i związkami rozpoczynającymi szlaki anaboliczne. Reakcje cyklu umożliwiają przeprowadzanie oksydacji acetylo-CoA pochodzącego z rozkładu węglowodanów oraz kwasów tłuszczowych. Po deaminacji do cyklu mogą być włączane także szkielety węglowe wielu aminokwasów. Metabolity cyklu są też początkowymi substratami w glukoneogenezie, syntezie kwasów tłuszczowych oraz w wyniku reakcji transaminacji przekształcane są w aminokwasy białkowe. Ze względu na podwójną rolę, czyli udział w procesach syntezy związków organicznych w reakcjach ich oksydacji, cykl kwasu cytrynowego zaliczany jest do szlaków amfibolicznych.
Uczestniczący w cyklu szczawiooctan jest związkiem wyjściowym do syntezy aminokwasów, puryn, pirymidyn i innych związków. Bursztynylo-CoA jest substratem w syntezie porfiryny, hemu i chlorofilu. α-Ketoglutaran umożliwia wytworzenie aminokwasów, w pierwszej kolejności glutaminianu, a pośrednio również puryn. Z cytrynianu wytwarzane są kwasy tłuszczowe i sterole. Gdy związki pośrednie cyklu zostaną zużyte do biosyntezy, konieczne jest ich uzupełnienie w celu podtrzymania reakcji cyklu. Utrzymanie odpowiedniego poziomu szczawiooctanu zapewnia karboksylaza pirogronianowa. Enzym umożliwia syntezę szczawiooctanu z pirogronianu i CO2. Do przeprowadzenia reakcji konieczne jest również ATP i H2O. Ze względu na cykliczność reakcji uzupełnienie szlaku zapewnia dostarczenie dowolnego związku w nim uczestniczącego. Reakcje umożliwiające uzupełnienie komponentów szlaku metabolicznego nazywane są reakcjami anaplerotycznymi.

## Przebieg

### Substraty
Głównym substratem cyklu kwasu cytrynowego jest acetylo-CoA (CoASAc). Może on pochodzić z różnych źródeł. Zwykle powstaje z pirogronianu (produktu glikolizy) w reakcji katalizowanej przez kompleks dehydrogenazy pirogronianowej w mitochondrium. Stanowi także produkt β-oksydacji kwasów tłuszczowych.
Drugim substratem pierwszej reakcji cyklu jest szczawiooctan, odnawiany przez sam cykl, w razie niedoboru wytwarzany także dzięki reakcjom anaplerotycznym. Jego powstawanie z pirogronianu stymuluje sam acetylo-CoA, pobudzając karboksylazę pirogronianową. Związek ten może powstać także na drodze transaminacji z odpowiedniego aminokwasu: kwasu asparaginowego.

Cykl kwasu cytrynowego

| Cząsteczka                  | Enzym                           | Typ reakcji                 | Substraty/ Koenzymy | Produkty/ Koenzymy |
| --------------------------- | ------------------------------- | --------------------------- | ------------------- | ------------------ |
| Szczawiooctan + Acetylo-CoA | Syntaza cytrynianowa            | Kondensacja                 | H2O                 | CoASH + H+         |
| Cytrynian                   | Akonitaza                       | Dehydratacja                |                     | H2O                |
| cis-Akonitan                | Akonitaza                       | Hydratacja                  | H2O                 |                    |
| Izocytrynian                | Dehydrogenaza izocytrynianowa   | Utlenianie                  | NAD+                | NADH + H+          |
| Szczawiobursztynian         | Dehydrogenaza izocytrynianowa   | Dekarboksylacja             | H+                  | CO2                |
| α-Ketoglutaran              | Dehydrogenaza α-ketoglutaranowa | Dekarboksylacja oksydacyjna | NAD+ + CoA-SH       | NADH + CO2         |
| bursztynylo-CoA             | Tiokinaza bursztynianowa        | Hydroliza                   | GDP + P             | GTP + CoA-SH       |
| bursztynian                 | Dehydrogenaza bursztynianowa    | Utlenianie                  | FAD                 | FADH2              |
| Fumaran                     | Fumaraza                        | Addycja (H2O)               | H2O                 |                    |
| L-Jabłczan                  | Dehydrogenaza jabłczanowa       | Utlenianie                  | NAD+                | NADH + H+          |
| Szczawiooctan               |                                 |                             |                     |                    |

### Synteza cytrynianu

ΔG'° = −31,4 kJ/mol

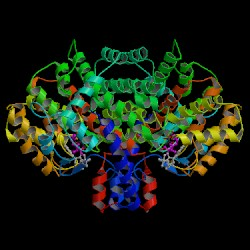
Budowa syntazy cytrynianowej

W pierwszej reakcji cyklu acetylo-CoA łączy się ze szczawiooctanem. Reakcja kondensacji katalizowana jest przez syntazę cytrynianową. W efekcie tworzy się cytrynylo-CoA, który rozpada się na wolny koenzym A (CoASH) i cytrynian. Ten ostatni jest związkiem sześciowęglowym. U ssaków syntaza cytrynianowa (EC 2.3.3.1) jest dimerem składającym się z dwóch takich samych podjednostek o masie 49 kDa. Miejsca aktywne enzymu znajdują się w szczelinie pomiędzy podjednostkami. Jako pierwsza do enzymu przyłączana jest cząsteczka szczawiooctanu, indukując zmiany konformacyjne umożliwiające przyłączenie acetylo-CoA. W wyniku bliskiego zestawienia obu związków, polaryzacji wiązań oraz odpowiedniej orientacji przestrzennej dochodzi do reakcji kondensacji. Kluczowa dla zajścia reakcji jest obecność w centrum reakcji His-274 oddającej proton na tlen grupy karbonylowej acetylo-CoA oraz Asp-375 usuwającej proton z grupy metylowej. His-320 oddaje proton na atom węgla grupy karbonylowej szczawiooctanu, aktywując go. Oddziaływanie enolu acetylo-CoA z węglem grupy karbonylowej szczawiooctanu prowadzi do powstania wiązania C-C. Powstały cytrynylo-CoA indukuje zmiany konformacyjne i zamknięcie centrum aktywnego. Dzięki ponownemu przekazaniu protonu przez His-274 tioester ulega hydrolizie. Jako pierwszy od enzymu odłączany jest CoA, a następnie cytrynian. Takie działanie enzymu gwarantuje zajście jedynie hydrolizy cytrynylo-CoA, wykluczając hydrolizę acetylo-CoA, który nie może zostać przyłączony do enzymu, jeśli nie jest on już związany ze szczawiooctanem.
Inhibitorami tego etapu są ATP (gdyż jego obecność świadczy o mniejszym zapotrzebowaniu energetycznym komórki) oraz acyli-CoA o długich łańcuchach alifatycznych (są to reszty kwasów tłuszczowych).

### Izomeryzacja

ΔG'° = +6,3 kJ/mol

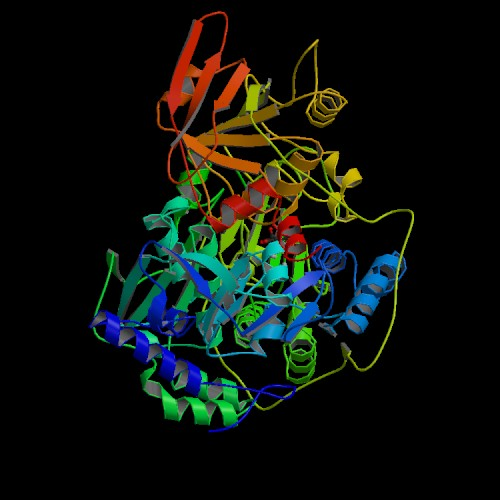
Budowa akonitazy

Cytrynian powstały w poprzedniej reakcji zazwyczaj nie jest przekazywany do środowiska wodnego macierzy mitochondrialnej, ale przechodzi od razu do kolejnego enzymu: akonitazy, czyli hydratazy akonitanowej. Zjawisko to zwane jest chanellingiem. Zwiększa to znacznie szybkość reakcji, bowiem enzym nie musi czekać, aż substrat się na niego „natknie”, ale rozpoczyna katalizę swej reakcji natychmiast po zakończeniu poprzedniej. Poza tym dzięki temu dwie identyczne grupy -CH2COO− są rozróżniane przez enzym: reakcji zawsze będzie ulegała ta pochodząca od szczawiooctanu. Jeśli zaś akonitaza jest wysycona, cytrynian przechodzi do cytoplazmy, gdzie rozpada się na związki, z których powstał. Dzięki temu nadmiar acetylo-CoA może zostać użyty do przebiegającej tam syntezy kwasów tłuszczowych.
Akonitaza (EC 4.2.1.3) przeprowadza w pierwszym etapie odłączenie cząsteczki wody od cytrynianu. W wyniku dehydratacji powstaje wiązanie podwójne w cis-akonitanie. Metabolit ten ulega w drugim etapie rehydratacji. Przyłączenie ponownie cząsteczki wody, ale tym razem grupą hydroksylową zostaje podstawiony 2., a nie 3. atom C, prowadzi do powstania izocytrynianu. Akonitaza należy do białek żelazowo-siarkowych. Zawiera centrum żelazo-siarkowe 4Fe-4S. Jeden z atomów żelaza wiąże się z grupą karboksylową i grupą hydroksylową cytrynianu. Trzy z atomów żelaza łączą się z trzema atomami siarki cysteiny. W probówce reakcja izomeryzacji przebiegałaby w odwrotną stronę, wobec czego in vivo zachodzić musi nieustanne dostarczanie substratu i usuwanie produktu, co wymusza prawidłowy przebieg.
Etap ten blokowany jest przez fluorocytrynian, który może być produktem syntazy cytrynianowej, gdy zamiast reszty acetylowej dołączy ona resztę fluoroacetylową do szczawiooctanu.

### Pierwsze utlenienie i dekarboksylacja

ΔG'° = −8,4 kJ/mol

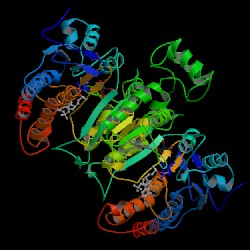
Budowa dehydrogenazy izocytrynianowej u Escherichia coli

Izocytrynian zostaje utleniony przy użyciu NAD+ przez dehydrogenazę izocytrynianową (EC 1.1.1.42). Grupa hydroksylowa zostaje przekształcona w karbonylową. W ten sposób powstaje szczawiobursztynian. Związek ten, będąc β-ketokwasem, ulega dekarboksylacji, zanim jeszcze odłączy się od enzymu. Produkty tej reakcji to dwutlenek węgla oraz α-ketoglutaran. Do przeprowadzenia reakcji niezbędna jest obecność jonów Mn2+ lub Mg2+. Izocytrynian przyłączany jest do enzymu w centrum aktywnym składającym się z około ośmiu aminokwasów za pomocą wiązań wodorowych. Aminokwasy centrum aktywnego to zwykle tyrozyna, asparagina, seryna, arginina, arginina, tyrozyna, arginina i lizyna. Ich pozycja w szkielecie może być różna. Za pomocą wiązań wodorowych wiązany jest także jon metalu (Mg2+ lub Mn2+). Wiązania jonu metalu zapewniają reszty asparaginowe. Do centrum aktywnego przyłączany jest też NAD+ lub NADP+. Połączenie następuje dzięki czterem regionom najczęściej określanych jako grupy [250-260], [280-290], [300-330] i [365-380] aminokwasów. Produktami reakcji są pięciowęglowy α-ketoglutaran, CO2 oraz NADH.

### Oksydacyjna dekarboksylacja

ΔG'° = −30,1 kJ/mol

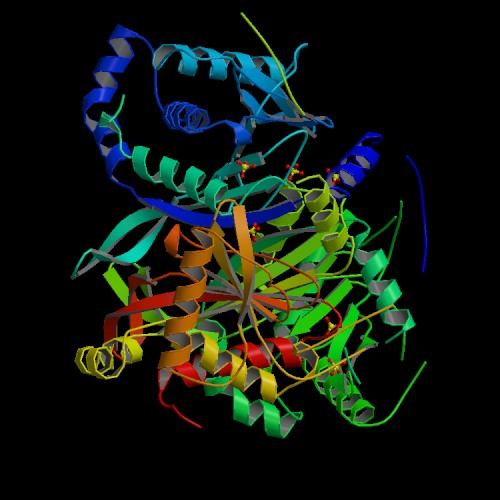
Kompleks dehydrogenazy α-ketoglutaranowej u Escherichia coli

Α-ketoglutaran ulega oksydacyjnej dekarboksylacji analogicznej do reakcji, w której substratem jest pirogronian. Tym razem proces katalizuje kompleks dehydrogenazy α-ketoglutaranowej (EC 1.2.4.2). Kompleks składa się z trzech części, dehydrogenazy/dekarboksylazy α-ketoglutaranowej (E1), bursztynylotransferazy (E2) dehydrogenazy dihydroliponianowej (E3). Utlenianie i dekarboksylacja podobnie jak w przypadku pirogronianu wymaga następujących kofaktorów:
- pirofosforan tiaminy, TPP (aktywna postać witaminy z grupy B), na który przeniesieniu ulega substrat, by odłączyć CO2
- liponamid (amid kwasu liponowego) – przenosi z TPP zdekarboksylowaną resztę pochodzącą od ketoglutaranu, redukując się
- koenzym A – odbiera tę resztę liponamidowi, w wyniku czego powstaje bursztynylo-CoA, zwany także sukcynylo-CoA
- dinukleotyd flawinoadeninowy, FAD – utlenia zredukowany liponamid, przekształcając się w FADH2
- dinukleotyd nikotynoamidoadeninowy, NAD+ – utlenia z kolei zredukowany FADH2, przechodząc w NADH.

Powstający NADH ulega następnie utlenieniu w reakcjach łańcucha oddechowego.

### Fosforylacja substratowa

ΔG'° = −3,3 kJ mol^{−1}

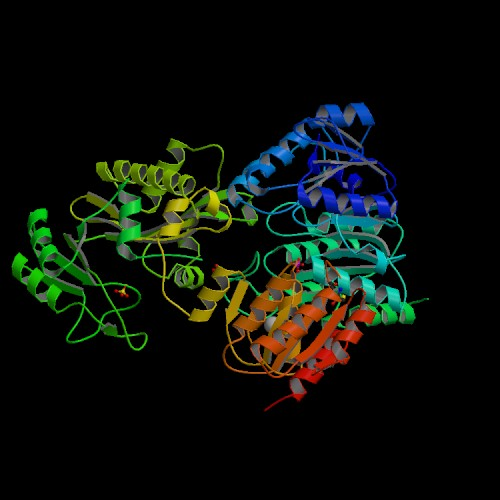
Budowa syntetazy bursztynylo-CoA u dzika euroazjatyckiego

Bursztynylo-CoA, zawiera wiązanie wysokoenergetyczne i zostaje wykorzystany do przeprowadzenia fosforylacji substratowej przy użyciu fosforanu nieorganicznego. Katalizujący ten proces enzym nazywany jest syntetazą sukcynylo-CoA albo tiokinazą bursztynianową. U roślin występuje syntetaza sukcynylo-CoA ATP-specyficzna (A-SCS EC 6.2.1.4). Obecność enzymu specyficznego wobec ATP stwierdzono także u Escherichia coli, szersze badania wskazują, że w królestwie bakterii enzymy syntetazy sukcynylo-CoA wykazują różną specyficzność w zależności od gatunku. Przez ponad 40 lat powszechnie akceptowano model, w którym w tkankach zwierzęcych występuje tylko syntetaza sukcynylo-CoA GTP-specyficzna (G-SCS EC 6.2.1.4). Badania z zastosowaniem związków znakowanych izotopowo wykazały, że syntetaza sukcynylo-CoA ATP-specyficzna (A-SCS) również występuje powszechnie w królestwie zwierząt. Enzym zbudowany jest z dwóch podjednostek α i β, które u ssaków funkcjonują jako heterodimer, a u Escherichia coli jako heterotetramer α2β2. Wykazano, że w tkankach wykazujących metabolizm anaboliczny (wątroba, nerki) dominującą formą jest enzym specyficzny wobec GTP. W komórkach przeprowadzających proces glukoneogenezy i w związku z tym potrzebujących GTP (wykorzystywanego przez karboksykinazę fosfoenolopirogronianową) występuje także drugi izoenzym – fosforylujący GDP. W tkankach charakteryzujących się metabolizmem katabolicznym (mózg, mięśnie) dominuje forma specyficzna wobec ATP. Wiąże się z tym pewien rodzaj regulacji glukoneogenezy. Mianowicie odnawianie puli glukozy ma sens tylko, kiedy ładunek energetyczny jest dość duży. Jeśli cykl Krebsa dostarczałby zbyt mało energii, produkowałby też mało GTP i ograniczałby glukoneogenezę.
Reakcja przeprowadzana przez syntetazę sukcynylo-CoA rozpoczyna się od zamiany koenzymu A na resztę ortofosforanową. Powstaje bursztynylofosforan, z którego fosforan przenoszony jest za pośrednictwem reszty histydynowej na difosforan nukleozydu. Efektem jest powstanie trifosforanu nukleozydu. Pierwszy etap rekcji zachodzi na podjednostce α, a difosforan nukleozydu łączy się z podjednostką β. Reakcja katalizowana przez enzym jest odwracalna.
W reakcji oprócz trójfosforanu puryny powstają wolny koenzym A i bursztynian.

### Utlenienie bursztynianu

ΔG'° = 0 kJ/mol

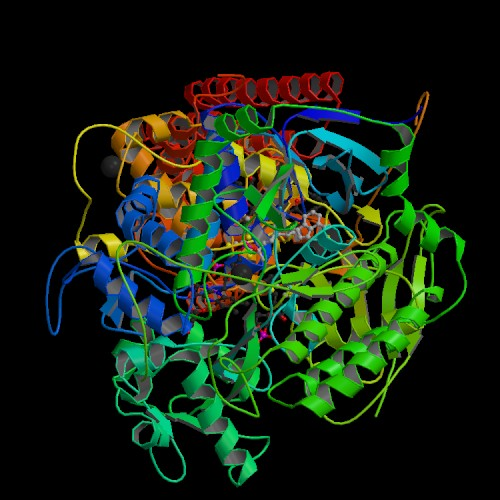
Budowa dehydrogenazy bursztynianowej u Escherichia coli

Bursztynian ulega odwodornieniu katalizowanemu przez dehydrogenazę bursztynianową (EC 1.3.5.1). W wyniku reakcji redukcji ulega dinukleotyd flawinoadeninowy (FAD) oraz powstaje fumaran. Energia swobodna reakcji nie jest wystarczająca do zredukowania NAD+, dlatego akceptorem atomów wodoru jest FAD. Dinukleotyd flawinoadeninowy jest połączony z enzymem wiązaniem kowalencyjnym przez histydynę. Odmiennie do innych enzymów cyklu Krebsa dehydrogenaza bursztynianowa jest integralnym białkiem wewnętrznej błony mitochondrialnej, jest jednocześnie drugim kompleksem przenośników elektronów łańcucha oddechowego. W mitochondriach ssaków oraz u licznych bakterii enzym składa się z czterech podjednostek o masach 70, 30, 15 i 13 kDa. Dwie podjednostki (SDHA i SDHB) mają charakter hydrofilowy. Pierwsza z nich jest flawoproteiną, a druga zawiera trzy różne rodzaje centrów żelazo-siarkowych: [2Fe-2S], [4Fe-4S] i [4Fe-3S]. Dwie pozostałe podjednostki (SDHC i SDHD) mają charakter hydrofobowy i kotwiczą białko w błonie. Thr254, His354 i Arg399 podjednostki A stabilizują cząsteczkę FAD. Na tej samej podjednostce znajduje się miejsce wiązania bursztynianu. Miejsce wiązania ubichinonu odbierającego elektrony znajduje się pomiędzy podjednostkami B, C i D, A w wiązaniu ubichinonu uczestniczą His207 z podjednostki B, Ser27 i Arg31 z podjednostki C i Tyr83 z podjednostki D.

### Przyłączenie cząsteczki wody

ΔG'° = −3,8 kJ/mol

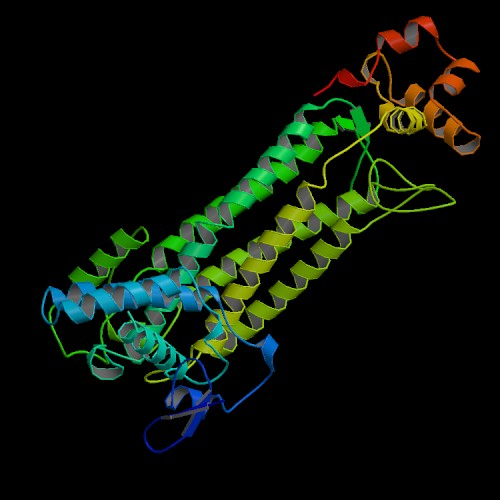
Budowa fumarazy u Saccharomyces cerevisiae

Fumaran, do którego przyłącza się cząsteczka wody, zawiera wiązanie podwójne węgiel-węgiel w konfiguracji trans. Reakcję tę katalizuje fumaraza nazywana także hydratazą fumaranową (EC 4.2.1.2). W rezultacie powstaje L-jabłczan. Fumaraza jest tetramerem o masie 200 kDa składającym się z identycznych podjednostek. Ponieważ oba końce cząsteczki fumaranu są nieodróżnialne, grupa hydroksylowa jabłczanu może znajdować się zarówno przy atomie węgla pochodzącym ze szczawiooctanu, jak i przy dostarczonym przez acetylo-CoA.

### Odtworzenie szczawiooctanu

ΔG'° = +29,7 kJ/mol

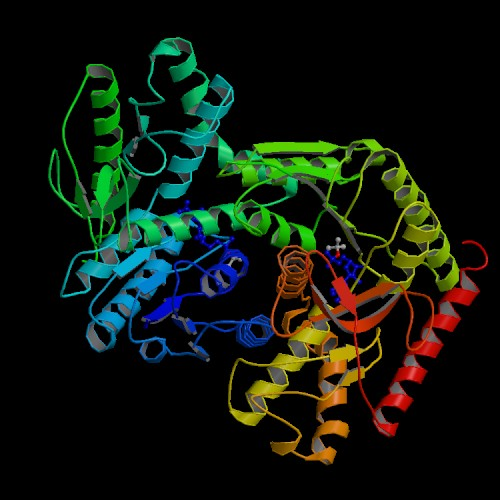
Budowa dehydrogenazy jabłczanowej u Thermus flavus

L-jabłczan ulega w ostatniej reakcji cyklu utlenieniu z odtworzeniem szczawiooctanu, który może przyłączyć kolejną resztę acetylową. Proces ten katalizuje dehydrogenaza jabłczanowa (MDH, EC 1.1.1.37), enzym wymagający obecności dinukleotydu nikotynoamidoadeninowego (NAD+), ulegającego redukcji do NADH. Budowa enzymu jest podobna u archeonów, eubakterii, grzybów, roślin i ssaków. Enzym jest homodimerem lub homotetramerem składającym się z podjednostek o masie 30-35 kDa. Jabłczan łączy się z centrum aktywnym enzymu przy udziale His-195, Asp-168, które uczestniczą w przeniesieniu protonu oraz Arg-102, Arg-109, Arg-171, stabilizujących substrat.
Substratem dla tego specyficznego biokatalizatora jest jedyny wytwarzany w żywych organizmach izomer L jabłczanu. Otrzymany sztucznie enancjomer D nie jest rozpoznawany przez białko.

## Organizacja enzymów cyklu Krebsa
Większość enzymów katalizujących reakcje cyklu Krebsa to białka rozpuszczone w macierzy mitochondrialnej. Ich rozmieszczenie nie jest jednak przypadkowe. Enzymy tworzą duże kompleksy białkowe. Luźno związany wieloenzymatyczny klaster tworzony jest przez fumarazę, dehydrogenazę jabłczanową, syntazę cytrynianową, akonitazę oraz dehydrogenazę izocytrynianową. Nietrwały kompleks enzymów przeprowadzających kolejne reakcje szlaku metabolicznego określany jest nazwą metabolon. Wieloenzymatyczny klaster enzymów może być rozbity za pomocą ultradźwięków.

## Regulacja cyklu kwasu cytrynowego

### Dehydrogenaza pirogronianowa
Cykl kwasu cytrynowego jako ważny szlak metaboliczny umożliwiający zarówno utlenianie związków organicznych, jak i syntezę wielu substratów do biosyntez, musi podlegać ścisłej kontroli. Regulacja zachodzenia cyklu odbywa się w kilku punktach. Krytycznym punktem decydującym o dostarczeniu substratu do cyklu jest kompleks dehydrogenazy pirogronianowej. Regulacji podlega kilka enzymów kompleksu. Dehydrogenaza pirogronianowa (E1) jest hamowana w wyniku fosforylacji przez specyficzną kinazę, w sytuacji gdy zwiększa się w komórce stosunek NADH/NAD+, acetylo-CoA/CoA lub ATP/ADP. Dodatkowo fosforylacji ulega również drugi element kompleksu, acetylotransferaza (E2). Na aktywność tego elementu wpływa również hamująco podwyższone stężenie acetylo-CoA. Trzeci element kompleksu – dehydrogenaza dihydroliponianowa (E3) – hamowany jest przez NADH. Obniżenie stosunku związków dostarczających energię komórce prowadzi do defosforylacji dehydrogenazy pirogronianowej przez specyficzną fosfatazę.

### Dehydrogenaza izocytrynianowa
Enzymem stanowiącym punkt kontrolny w samym cyklu jest dehydrogenaza izocytrynianowa stymulowana allosterycznie przez ADP. Aktywność enzymu wzrasta również pod wpływem NAD+ oraz jonów Mg2+. Wzrost poziomu NADH oraz ATP prowadzi do zahamowania aktywności enzymu.

### Dehydrogenaza α-ketoglutaranowa
Drugim enzymem cyklu stanowiącym punkt kontrolny jest dehydrogenaza α-ketoglutaranowa. Jej aktywność ulega zahamowaniu, gdy wzrasta stężenie produktów katalizowanej reakcji – bursztynylo-CoA i NADH. Enzym jest hamowany także w sytuacji wysokiego poziomu ATP w komórce.

### Dehydrogenaza jabłczanowa
Aktywność dehydrogenazy jabłczanowej jest stymulowana przez wysokie stężenie jabłczanu i hamowana przez podwyższone stężenia szczawiooctanu. Enzym jest też regulowany allosterycznie przez cytrynian. Związek ten hamuje utlenianie jabłczanu przy niskich stężeniach NAD+ i jabłczanu oraz stymuluje wytwarzanie szczawiooctanu przy wysokich stężeniach NAD+ i jabłczanu.

### Syntaza cytrynianowa
W komórkach prokariotycznych miejscem regulacji jest dodatkowo syntaza cytrynianowa hamowana allosterycznie przez ATP.

## Ewolucja
Prawdopodobnie fragmenty cyklu kwasów trikarboksylowych powstały u prokariotów żyjących na Ziemi, gdy atmosfera była jeszcze pozbawiona tlenu. Wyniki badań wskazują, że takie fragmenty cyklu metabolicznego uczestniczyły w biosyntezie związków niezbędnych do działania komórki. Pomimo istnienia innych możliwości utleniania związków organicznych szereg reakcji cyklu Krebsa zapewnia organizmom optymalne wykorzystanie energii i wytworzenie największej możliwej liczby moli ATP. Utlenienie octanu w cyklu jest około dwóch razy bardziej efektywne niż inne istniejące w przyrodzie drogi utleniania związków organicznych. W efekcie w wyniku ewolucji cykl Krebsa stał się dominującym szlakiem służącym pozyskiwaniu energii użytecznej metabolicznie. Efektywność energetyczna cyklu oraz wszechstronny udział w syntezie i degradacji związków organicznych wskazują, że cykl mógł niezależnie powstawać wielokrotnie. Optymalne wykorzystanie energii związków organicznych jest możliwe dzięki odpowiedniej lokalizacji reakcji i wzajemnym powiązaniom pomiędzy glikolizą, cyklem Krebsa i fosforylacją oksydacyjną.
Istnieje także hipoteza, zgodnie z którą procesy analogiczne do metabolizmu, ale zachodzące poza komórkami poprzedziły i zainicjowały powstanie życia. W 2017 roku naukowcy z Francis Crick Institute i University of Cambridge przeprowadzili eksperyment, w którym wykazali możliwość zachodzenia cyklu kwasu cytrynowego bez udziału enzymów. Badacze systematycznie poszukiwali odpowiednich reakcji w obecności substancji, jakie mogły występować w osadzie na dnach pierwotnych oceanów Ziemi. Okazało się, że cykl reakcji mogą katalizować rodniki siarczanowe.

## Historia

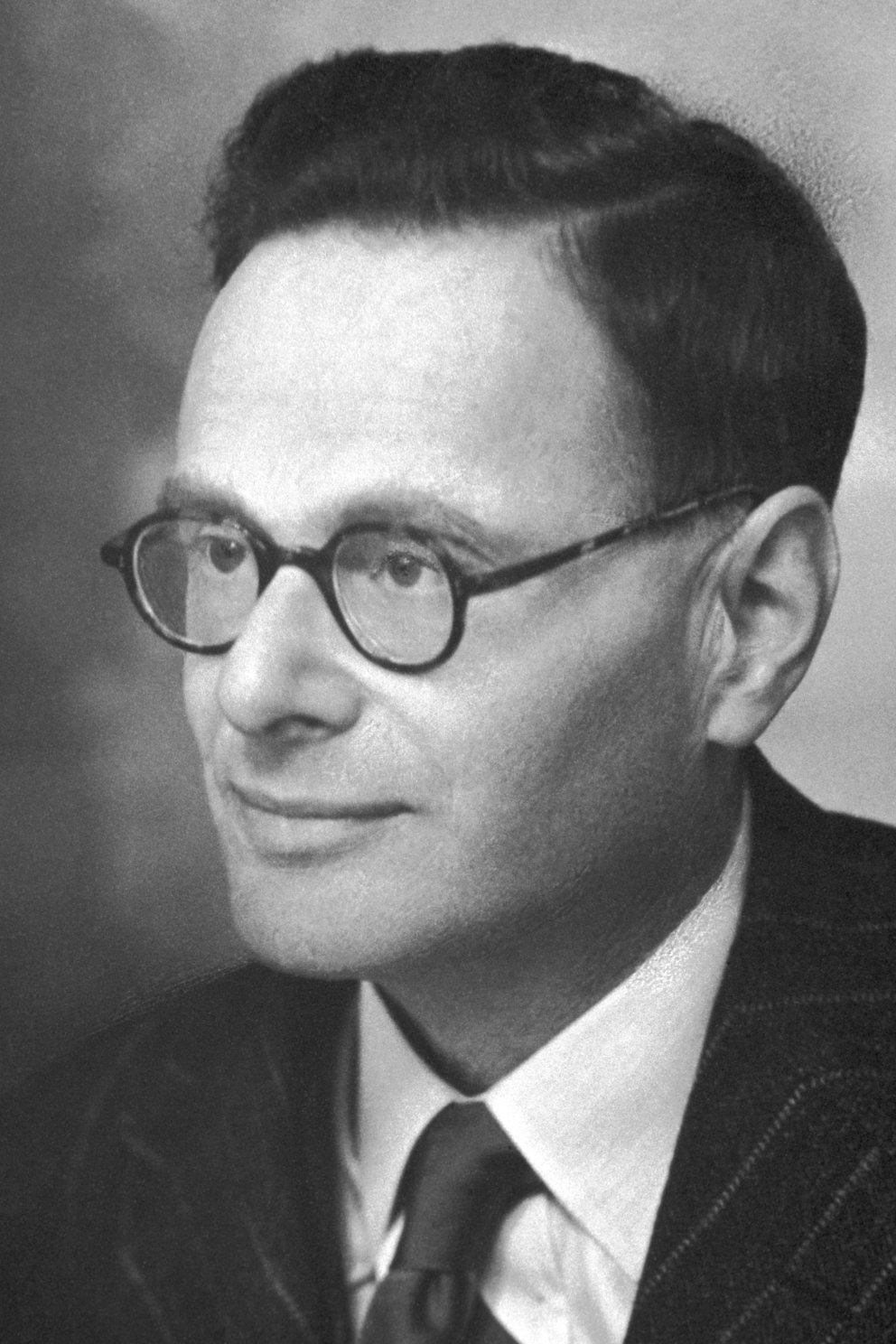
Sir Hans Adolf Krebs

Cykl reakcji umożliwiających utlenienie acetylo-CoA opisał w roku 1937 sir Hans Adolf Krebs. Za odkrycie cyklu kwasów trikarboksylowych otrzymał Nagrodę Nobla w dziedzinie medycyny lub fizjologii w roku 1953. Nagroda została przyznana wspólnie Hansowi Krebsowi oraz Fritzowi Lipmanowi. Drugi z naukowców został nagrodzony za odkrycie i opisanie roli koenzymu A. Obaj naukowcy urodzili się i kształcili w Niemczech przed II wojną światową. Razem pracowali w laboratorium Otto Meyerhofa i Otto Warburga. W wyniku prześladowań Żydów wyemigrowali, Krebs kontynuował pracę naukową w Wielkiej Brytanii, a Lipmann w Stanach Zjednoczonych. W roku 1935 Hans Krebs został mianowany wykładowcą farmakologii na Uniwersytecie w Sheffield. Stworzył zespół, w skład którego weszli Leonard V.
Eggleston i W.A. Johnson. Członkowie zespołu brali udział w badaniach nad utlenianiem kwasów trikarboksylowych w komórkach mięśni. W trakcie badań dowiedli, że bursztynian może być utleniany do szczawiooctanu, 2-oksoglutaran powstaje z cytrynianu, a cytrynian powstaje z pirogronianu i szczawiooctanu. Rękopis zawierający opis cyklu złożył początkowo do publikacji w czasopiśmie „Nature”. Artykuł nie został jednak przyjęty do druku. Ostatecznie ukazał się w czasopiśmie „Enzymologia”.

## Zaburzenia metabolizmu związane z cyklem Krebsa
Z aktywnością enzymów cyklu Krebsa związana jest choroba beri-beri oraz zatrucia rtęcią i arsenem. Beri-beri to zaburzenie, którego przyczyną jest brak tiaminy. Pirofosforan tiaminy (TPP) jest grupą prostetyczną trzech enzymów niezbędnych do zachodzenia cyklu: dehydrogenazy pirogronianowej, dehydrogenazy α-ketoglutaranowej i transketolazy. Niedobór tego związku powoduje zaburzenia neurologiczne ze względu na wykorzystanie jako substratu oddechowego w komórkach nerwowych wyłącznie glukozy. Pirogronian powstający w glikolizie może wejść do cyklu Krebsa wyłącznie dzięki dehydrogenazie pirogronianowej. Jej upośledzenie oznacza niedobór energii w komórkach. Związki rtęci i arsenu wykazują silne powinowactwo do grup hydrosulfidowych enzymów kompleksu dehydrogenazy pirogronianowej. Zahamowanie aktywności enzymu podobnie jak w przypadku beri-beri prowadzi do zaburzeń neurologicznych.